# Rolas
L'îlot de Rolas fait partie de l'État-archipel de Sao Tomé-et-Principe situé dans le centre-est de l'océan Atlantique à 350 km des côtes du Gabon et au sud de l'île-capitale de São Tomé qui se trouve, elle, dans le golfe de Guinée.
Le nord de l'île est traversé par l'équateur terrestre sur environ 1 km. Un monument dans la partie nord de l'île marque ce passage par une borne et une ligne tracée sur une carte du monde en mosaïque (photographie jointe).
Comme les autres îles de cet archipel, elle faisait partie d'une ancienne colonie portugaise et vit beaucoup de tourisme aujourd'hui.